# اچ‌ام‌اس آلبیون (۱۸۹۸)
اچ‌ام‌اس آلبیون (۱۸۹۸) (به انگلیسی: HMS Albion (1898)) یک کشتی بود که طول آن ۴۳۱ فوت (۱۳۱ متر) بود. این کشتی در سال ۱۸۹۸ ساخته شد.